# Det gör ont en stund på natten men inget på dan
Det gör ont en stund på natten men inget på dan es el disco publicado por en 2004 por la estrella del pop sueco Lena Philipsson, encabezado por el primer sencillo y número uno "Det Gör Ont" (“It Hurts") canción que representó a Suecia en el Festival de la Canción de Eurovisión 2004, celebrado en Estambul (Turquía). El álbum se publicó en 2004, debutando en el número uno en Suecia.

## Lista de canciones
1. "Lena Anthem" - 4:16
2. "Det nya Europa" - 4:31
3. "Låt oss säga vi var gifta" - 4:34
4. "Det gör ont" - 3:06
5. "På gatan där jag bor" - 4:15
6. "Stopp! Nej! Gå härifrån!" - 3:27
7. "Delirium" - 4:29
8. "Ingenting är längre som förut" - 4:01
9. "Min mor sa till mig" - 4:24
10. "Säg det som det är" - 4:10
11. "Den dröm som alla drömmar drömmer" - 3:13

## Listas de éxitos
| Lista (2004–2005)          | Mejor posición |
| -------------------------- | -------------- |
| Suecia (Sverigetopplistan) | 1              |